# Veritas (déesse)
Pour les articles homonymes, voir Veritas.

La Vérité sortant du puits, 1896, Jean-Léon Gérôme.

Dans la mythologie romaine, Veritas (latin classique : [ˈweː.rɪ.t̪aːs], qui signifie vérité) est la déesse de la vérité.
Dans la culture occidentale, le mot peut aussi servir de devise.

## Famille
Veritas est une fille de Saturne (appelé Cronos par les Grecs), le Titan du temps, considéré comme tel peut-être d'abord par Plutarque), et la mère de Virtus.
Elle est aussi parfois considérée comme la fille de Jupiter (appelée Zeus par les Grecs). Ainsi, Pindare écrit :

« Mais viens, Muse, toi et la fille de Zeus, Vérité inoubliable : avec la main qui arrange les choses, garde de moi le blâme d'avoir menti, d'avoir fait du tort à mon ami. Approchant de loin, l'avenir est arrivé et m'a fait honte de ma dette profonde. Pourtant, le paiement avec intérêt a une manière de dissiper le reproche amer des hommes. »

Veritas peut aussi parfois être considérée comme une création de Prométhée.

## Mythes

### Création par Prométhée
Si Veritas est considérée le plus souvent comme la fille de Saturne ou Jupiter, d'autre versions existent faisant d'elle une création de Prométhée. Le fabuliste Phèdre nous donne ainsi cette version d'Ésope :

« Prométhée, ce potier qui a façonné notre nouvelle génération, a décidé un jour de sculpter une statue de la Vérité, utilisant tout son habileté pour qu'elle puisse réguler le comportement des gens. Alors qu'il travaillait, une convocation inattendue du puissant Jupiter l'appela. Prométhée laissa Tromperie le rusé responsable de son atelier (Tromperie était récemment devenu l'un des apprentis du dieu). Animé par l'ambition, Tromperie utilisa le temps dont il disposait pour façonner de ses doigts rusés une figure de la même taille et de la même apparence que la Vérité avec des traits identiques. Quand il eut presque terminé la pièce, ce qui était vraiment remarquable, il manqua d'argile pour ses pieds. Le maître revint, alors Tromperie s'assit rapidement sur son siège, tremblant de peur. Prométhée était étonné de la similitude des deux statues et voulait qu'il semble que tout le mérite soit dû à sa propre habileté. Par conséquent, il mit les deux statues dans le four et quand elles furent complètement cuites, il les insuffla de vie : la Vérité sacrée marchait à pas mesurés, tandis que sa jumelle inachevée restait coincée dans son élan. Ce faux, ce produit de subterfuge, a ainsi acquis le nom de Mensonge, et je suis tout à fait d'accord avec ceux qui disent qu'elle n'a pas de pieds : de temps en temps quelque chose de faux peut démarrer avec succès, mais avec le temps la Vérité est sûre pour l'emporter. »

### Légende moderne
La vérité est la protagoniste d'une légende du XIXe siècle. Selon la légende, la Vérité rencontre Menzogna (Mensonge), la personnification du mensonge, qui commence à lui parler sincèrement, sans mentir. Peu de temps après, les deux arrivent à un puits et Menzogna convainc Veritas de prendre un bain. Le Mensonge, cependant, en profite pour voler les vêtements de la Vérité et s'enfuir, se présentant aux hommes comme la Vérité. Veritas, étant sortie du puits pour récupérer ses vêtements, est regardée avec mépris par les hommes et est forcée de retourner au puits, où elle se cachera. La morale de l'histoire est que la vérité nue est rejetée pour un beau mensonge.

## Représentations

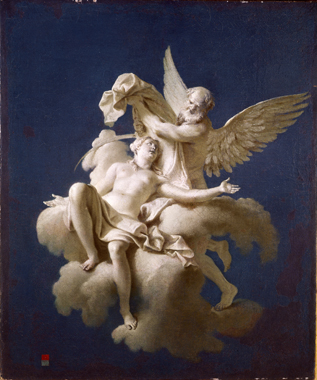
Bartolomeo Guidobono, La Verité dévoilée par le Temps, tableau peint avant 1709

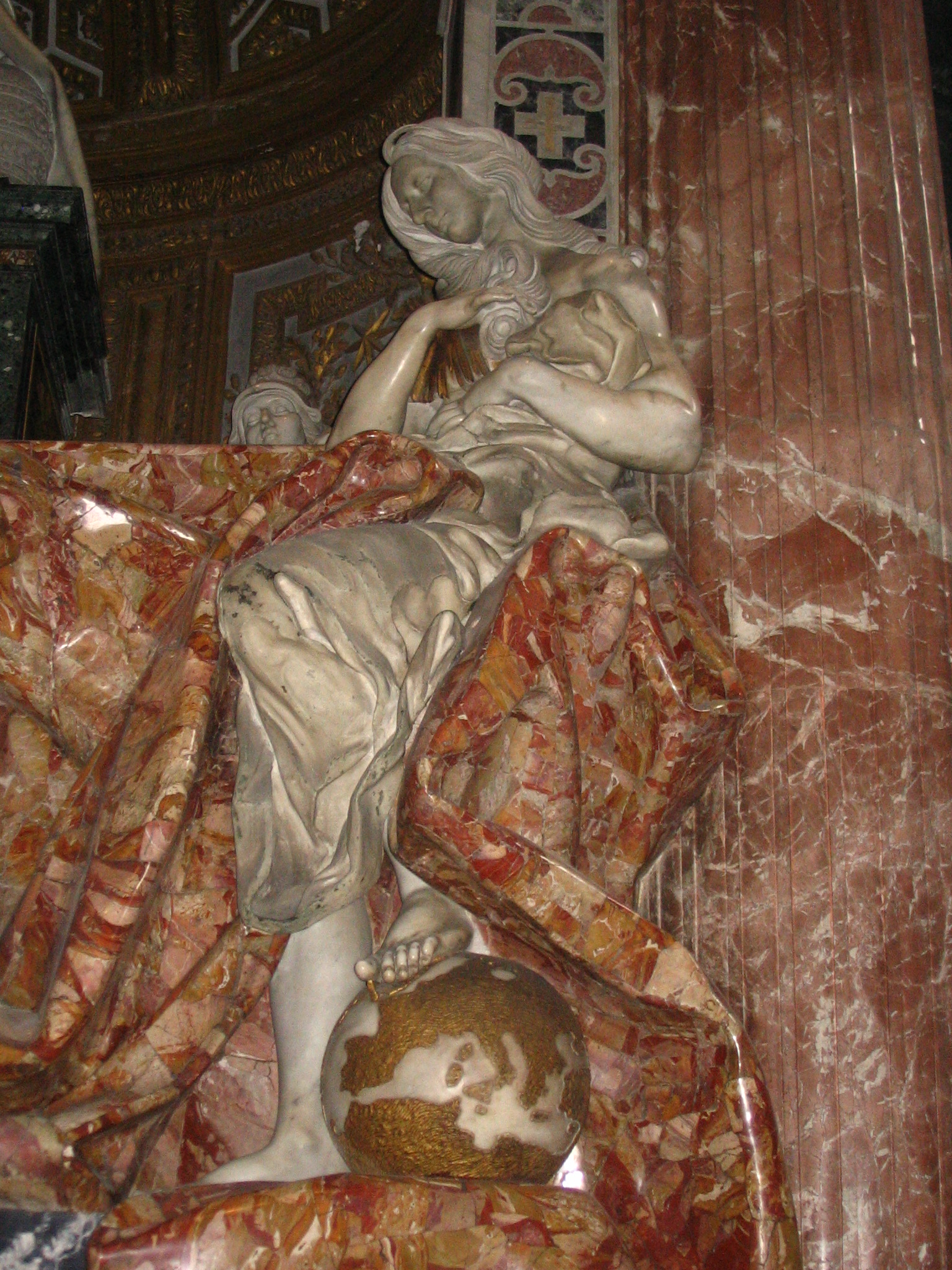
Statue de la Vérité sur le monument funéraire du pape Alexandre VII.

La figure de la Vérité est présente dans l'histoire de l'art surtout à un niveau allégorique. L'iconographie de cette déesse la représente à la fois comme une jeune vierge vêtue de blanc et comme la "vérité nue" (nuda veritas), une jeune fille nue, souvent associée à des objets comme le miroir (qui symbolise le fait qu'il ne faut pas hésiter à regarder à l'intérieur et à se connaître),,.
Dans une représentation célèbre par Cesare Ripa, Veritas tient un soleil dans une main et repose une jambe sur un globe, comme dans la sculpture présente dans le monument funéraire du pape Alexandre VII.
Par ailleurs, deux thèmes présents dans l'histoire de l'art sont celui de la Vérité découverte par le Temps, repris par Gian Lorenzo Bernini, Bartolomeo Guidobono et Theodoor van Thulden, et celui du Temps qui sauve la Vérité du Mensonge, repris par François Lemoyne et Nicolas Poussin
Lors des débats sur la séparation entre l'Église et l'État et l'affaire Dreyfus, qui ont eu lieu dans la troisième République française de la fin du XIXe siècle, l'iconographie de la Vérité a été beaucoup utilisée, comme dans le tableau La Vérité sortant du puits d'Édouard Debat-Ponsan et dans le tableau La vérité sortant du puits de Jean-Léon Gérôme (dans ce dernier tableau cependant, au lieu du miroir, la déesse tient à la main un fouet avec lequel elle entend punir ceux qui l'ont forcée à rester dans le puits). Également de cette période est le tableau La Vérité de Jules Joseph Lefebvre, qui montre une femme tenant un miroir d'où jaillit une lueur lumineuse.

## Vertu romaine
Veritas est aussi le nom donné à la vertu romaine de véracité, qui était considérée comme l'une des principales vertus que tout bon Romain devrait posséder. La déesse grecque de la vérité est Aletheia (grec ancien : Ἀλήθεια). Le philosophe allemand Martin Heidegger soutient que la vérité représentée par Aletheia (qui signifie essentiellement "dévoilement") est différente de celle représentée par Veritas, qui est liée à une compréhension romaine de la justesse et enfin à un sens nietzschéen de la justice et à une volonté de puissance.

## Aphorisme

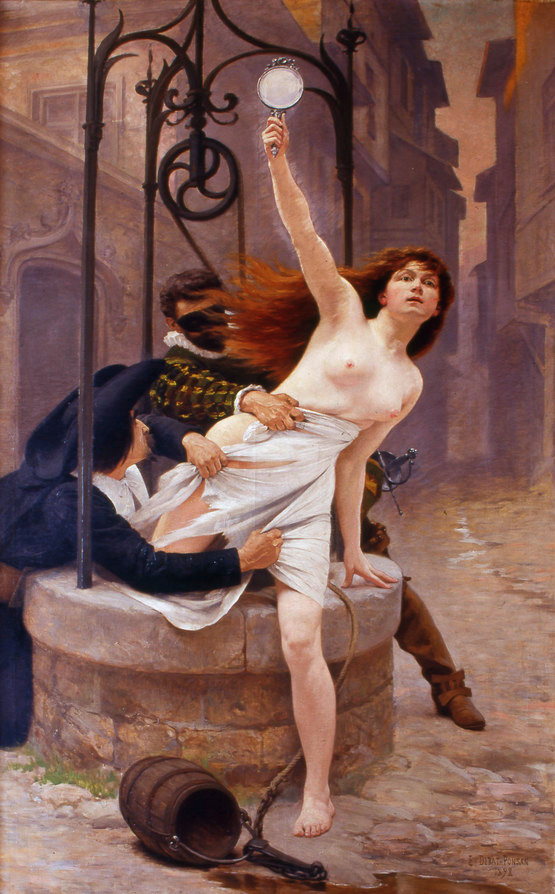
Édouard Debat-Ponsan, La Vérité sortant du puits, 1898

Un aphorisme célèbre attribué à Démocrite dit que la déesse, insaisissable, se serait cachée au fond d'un puits sacré:
« De la vérité nous ne savons rien, car la vérité est dans un puits. »

### Pages connexes
- Aletheia
- Astéroïde (490) Veritas, nommé d'après la déesse.